# Cirrospilus huangyanensis
Cirrospilus huangyanensis är en stekelart som beskrevs av Yang och Ren 1998. Cirrospilus huangyanensis ingår i släktet Cirrospilus och familjen finglanssteklar. Inga underarter finns listade i Catalogue of Life.